# Amtsgericht Czersk
Das Amtsgericht Czersk (1942–45 Amtsgericht Heiderode) war ein preußisches Amtsgericht mit Sitz in Czersk (Provinz Posen).

## Geschichte
Das königlich preußische Amtsgericht Conitz wurde mit Wirkung zum 1. Oktober 1879 als eines von neun Amtsgerichten im Bezirk des Landgerichtes Meseritz im Bezirk des Oberlandesgerichtes Posen gebildet. Zu seinem Sprengel gehörte auch die Gemeinde Czersk. Im Jahre 1906 wurde das Amtsgericht Czersk gebildet und erhielt aus dem Sprengel des Amtsgerichts Conitz die Amtsbezirke Czersk, Ciß, Karschin, Long, Mockrau und Schönwalde zugewiesen. Aus dem Sprengel des Amtsgerichts Tuchel kamen die Amtsbezirke Königsbruch und Schliewitz. Das Gericht nahm die Arbeit am 1. Oktober 1910 auf. Der Amtsgerichtsbezirk kam aufgrund des Versailler Vertrages 1919 zu Polen, und das Amtsgericht stellte seine Arbeit ein. Im Jahre 1939 wurde Polen deutsch besetzt. Im Rahmen der Neuorganisation der Gerichte in Ostdeutschland und im ehemaligen Polen wurden das Amtsgericht Czersk neu gebildet und erneut dem Landgericht Conitz zugeordnet. Im Jahre 1942 wurde Czersk amtlich in Heiderode umbenannt, entsprechend änderte sich der Name des Gerichtes auf Amtsgericht Heiderode.
Im Jahre 1945 wurde der Amtsgerichtsbezirk unter polnische Verwaltung gestellt, und die deutschen Einwohner wurden vertrieben. Damit endete auch die Geschichte des Amtsgerichtes Czersk (bzw. Heiderose).